# Maximilian Kreuz
Maximilian Kreuz (* 27. Dezember 1953 in Wien) ist ein österreichischer Komponist.

## Leben
Maximilian Kreuz studierte Tonsatz und Komposition an der Universität für Musik und darstellende Kunst Wien bei Augustin Kubizek, Francis Burt und Friedrich Cerha.
Im Jahr 1994 schreib er an der Universität Wien seine Dissertation mit dem Titel Robert Fuchs (1847–1927). Der Mensch – der Lehrer – der Komponist.
Neben zahlreiche Aufführungen in Österreich, der Schweiz und Deutschland hatte Kreuz weitere in New York, Toronto, Paris, Moskau, St. Petersburg, Seoul, Taipeh, Ungarn, Polen und Kuba.

„Die Stilfrage: frühzeitig habe ich diese für mich entschieden – auf unkonventionelle Art. Ich will bestimmte Klänge hören, Musik, die es so nicht gibt; daher muss man diese schreiben und verwirklichen. In der freitonalen Musik, welche seit Jahrzehnten ein eher verwaistes Dasein fristete, bin ich fündig geworden. Freie Tonalität erweitert die klassisch-romantische Funktionstonalität primär in der Harmonik: theoretisch sind die 12 Töne der chromatischen Tonleiter in permanenter Verwendung, bei unterschiedlicher und wechselnder Gewichtung. Neue Funktionen entstehen und lassen sich in diffiziler Intensität anwenden. Ich bediene mich hierbei auch gerne einfacher tradierter Formen (z.B. Ländler, Walzer), welche sich dann zu großer Musik transformieren lassen. Ein Wechselspiel aus harmonischer Kraft und kontemplativer Demut ist das Resultat dieser kompositorischen Anwendung. Große Musik als empfundenes Stilmittel, auch als Sujet, hat einen starken Nachholbedarf und ist für mich die Gegenwart, für manch andere noch die Musik der Zukunft.“

Maximilian Kreuz arbeitet seit dem Jahr 1980 als freischaffender Komponist und lebt seit 1981 in Purkersdorf bei Wien. Mit der Verwendung von Ländlern und Walzern knüpft Kreuz an die österreichische Tradition an.

## Auszeichnungen
- 1986: Förderungspreis der Stadt Wien[4]
- 1992: Förderungspreis des Theodor Körner Fonds

## Werke (Auswahl)

### Ensemblemusik
- Quartett – für Oboe und Streichtrio, op. WV 2 (1980)[5]
- Hofheimer Streichquartett (Nr.1) – für zwei Violinen, Viola und Violoncello, op. WV 4 (1981–1982)[5]
- Entwicklungen II – Quartett für Oboe, Klavier, Violine und Violoncello, op. WV 9 (1985/1988)[5]
- Entwicklungen I – Duo für Klavier und Violine, op. WV 12 (1986–1987)[5]
- Antagonismen – Sechs Variationen für Klavierquintett, op. WV 17 (1990)[5]
- Wiener Oboenquintett – Besetzung: zwei Violinen, Oboe, Viola und Violoncello, op. WV 19 (1991/1992)[5]
- Sätze für Streichquartett (Nr.2) – Quartett für zwei Violinen, Viola (1) und Violoncello, op. WV 22 (1993)[5]
- E-Ländler/Walzer – Septett für zwei Violinen, Flöte, Klarinette, Klavier, Violoncello und Kontrabass, op. WV 26b (1994)[5]
- Con espressione – Oktett für zwei Violinen, Flöte, Klarinette, Perkussion, Viola, Violoncello und Kontrabass, op. WV 26 (1994)[5]
- Klarinettenquintett – für zwei Violinen, Klarinette, Viola und Violoncello, op. WV 29 (1994–1995)[5]
- Con espressione II – Oktett für zwei Violinen, Flöte, Klarinette, Klavier, Viola, Violoncello und Kontrabass, op. WV 26c (1996)[5]
- Quintette Viennois – Quintett für Flöte, Klarinette, Klavier, Violine und Violoncello, op. WV 44 (1997)[5]
- Streichquartett Nr.3 – J.M. Hauer-Quartett, op. WV 49 (1999)[5]
- Trio viennois – für Klaviertrio, op. WV 50b (2000)[5]
- Trio viennois – für Klarinette, Violine und Klavier, op. WV 50c (2001)[5]
- Duo – für Violine und Violoncello, op. WV 56 (2002)[5]
- Schubert-Paraphrasen – für Violine und Klavier, op. WV 57c (2005)[5]
- Streichquartett Nr.5 – für zwei Violinen, Viola und Violoncello, op. WV 22b (2005)[5]
- Schubert-Paraphrasen – für Viola und Klavier, op. WV 57d (2006)[5]
- Duo – für zwei Violinen, op. WV 56b (2007)[5]

### Geistliche Musik
- Gott der Weltschöpfer – Solo für Klavier und Vokalquartett Sopran, Alt, Tenor und Bass nach Texten von Peter Uz Johann, op. WV 38 (1996)[5]
- Kyrie-Gloria-Credo-Sanctus-Agnus Dei – Solo für große Orgel und vierstimmigen gemischten Chor, op. WV 58/1-5 (2002–2009)[5]
- Von Herzem will ich mich freuen – Quintett für vier Hörner und Orgel, op. WV 59b (2003)[5]
- Vier Choräle – im alten Stil, Duo für Oboe und Orgel, op. WV 65 (2004)[5]
- Gloria in excelsis deo – Solo für Orgel und Solostimme Bassbariton, op. WV 58b (2005)[5]
- Zwei Choräle – im alten Stil, Solo für Orgel und Solostimme Sopran, op. WV 65b (2005)[5]
- Zu Gott – Solo für Orgel und Solostimme Sopran, op. WV 69 (2005)[5]
- Sanctus – Solo für Orgel, op. WV 71 (2007)[5]

### Orchestermusik
- Oboenkonzert – Streichorchester mit Oboensolo, op. WV 8 (1984–1986)[5]
- Nachtstück – Orchesterbesetzung: elf Violinen, vier Violen, drei Violoncelli und zwei Kontrabässe, op. WV 14 (1988)[5]
- Adagio für Orchester – Orchesterbesetzung: vier Hörner, drei Posaunen, zwei Flöten, zwei Oboe, zwei Klarinette, zwei Fagotte, zwei Trompeten, Tuba, Pauke und Streicher (1989/1998)[5]
- Streichorchester II – Orchesterbesetzung: neun Violinen, drei Violen, zwei Violoncelli und Kontrabass, op. WV 16 (1990)[5]
- Konzertstück – Orchesterbesetzung: elf Violinen, vier Violen, drei Violoncelli, zwei Kontrabässe, Klarinette und Klavier, op. WV 18 (1991)[5]
- Ton-Sätze – Orchesterbesetzung: elf Violinen, vier Violen, drei Violoncelli und Kontrabass, op. WV 27 (1994)[5]
- Symphonische Kontraste – Orchesterbesetzung: zwei Klarinetten, zwei Fagotte, zwei Hörner, zwei Trompeten, Pauke, Flöte und Streicher, op. WV 31 (1995)[5]
- Kammersymphonie – Orchesterbesetzung: elf Violinen, vier Violen, drei Violoncelli, zwei Oboen, zwei Hörner und zwei Kontrabässe, op. WV 40 (1996)[5]
- Mouvement – für großes Orchester, op. WV 32 (1996)[5]
- Mouvement symphonique No.1 – Orchesterbesetzung: zwei Flöten, zwei Oboen, zwei Klarinetten, zwei Fagotte, zwei Hörner, zwei Trompeten, Pauke und Streicher, op. WV 42a (1997)[5]
- Mouvement symphonique No.3 – Orchesterbesetzung: elf Violinen, vier Violen, drei Violoncelli, zwei Flöten, zwei Oboen, zwei Klarinetten, zwei Fagotte, zwei Hörner, zwei Trompeten und zwei Kontrabässe, op. WV 45a (1997/2001)[5]
- Valses nobles et rustiques – Vier Ländler für großes Orchester, op. WV 51 (2000)[5]